# Anaheim Amigos 1967-1968
La stagione 1967-68 degli Anaheim Amigos fu la 1ª nella ABA per la franchigia.
Gli Anaheim Amigos arrivarono quinti nella Western Division con un record di 25-53, non qualificandosi per i play-off.

## Roster
| N°       | Naz.                   | Ruolo | Sportivo         | Anno | Alt. | Peso |
| -------- | ---------------------- | ----- | ---------------- | ---- | ---- | ---- |
|          | Stati Uniti (bandiera) | A     | Dick Lee         |      |      |      |
|          | Stati Uniti (bandiera) | GA    | Bob Sims         | 1938 | 196  | 100  |
| 10       | Stati Uniti (bandiera) | G     | Jeff Congdon     | 1943 | 185  | 82   |
| 10       | Stati Uniti (bandiera) | G     | Willis Thomas    | 1937 | 188  | 84   |
| 12       | Stati Uniti (bandiera) | G     | Les Selvage      | 1943 | 185  | 79   |
| 14-20-34 | Stati Uniti (bandiera) | G     | Steve Chubin     | 1944 | 188  | 91   |
| 14       | Stati Uniti (bandiera) | G     | Bill Crow        | 1940 | 185  | 82   |
| 22       | Stati Uniti (bandiera) | A     | Bob Bedell       | 1944 | 201  | 93   |
| 24       | Stati Uniti (bandiera) | A     | John Fairchild   | 1943 | 203  | 93   |
| 30       | Stati Uniti (bandiera) | AC    | Bill Allen       | 1945 | 203  | 93   |
| 30-44    | Stati Uniti (bandiera) | AC    | Warren Davis     | 1943 | 198  | 96   |
| 32       | Stati Uniti (bandiera) | GA    | Steve Kramer     | 1945 | 196  | 91   |
| 34       | Stati Uniti (bandiera) | GA    | Harry Dinnel     | 1940 | 193  | 91   |
| 34-50    | Stati Uniti (bandiera) | G     | Herschell Turner | 1938 | 188  | 88   |
| 40       | Stati Uniti (bandiera) | GA    | Ben Warley       | 1936 | 196  | 91   |
| 42       | Stati Uniti (bandiera) | C     | Bill Garner      | 1940 | 208  | 100  |
| 44       | Stati Uniti (bandiera) | C     | Randy Stoll      | 1945 | 201  | 107  |
| 50       | Stati Uniti (bandiera) | A     | Larry Moore      | 1944 | 201  | 98   |
| 50       | Stati Uniti (bandiera) | A     | Paul Scranton    | 1944 | 196  | 104  |
| 52       | Stati Uniti (bandiera) | C     | Larry Bunce      | 1945 | 213  | 109  |

## Staff tecnico
- Allenatori: Al Brightman (12-24) (fino al 30 dicembre)[1], Harry Dinnel (13-29)
- Vice-allenatore: Harry Dinnel (fino al 30 dicembre)